# ATP Challenger Hangzhou
Das ATP Challenger Hangzhou  (offizieller Name: Hangzhou Binjiang International Tennis Challenger) war ein Tennisturnier in Hangzhou, China, das 2024 einmalig ausgetragen wurde. Es war Teil der ATP Challenger Tour und wurde im Freien auf Hartplatz gespielt.

## Liste der Sieger

### Einzel
| Jahr | Sieger          | Finalgegner        | Ergebnis       |
| ---- | --------------- | ------------------ | -------------- |
| 2024 | James Duckworth | Mackenzie McDonald | 2:6, 7:65, 6:4 |

### Doppel
| Jahr | Sieger            | Finalgegner                 | Ergebnis |
| ---- | ----------------- | --------------------------- | -------- |
| 2024 | Sun Fajing Tergel | Thomas Fancutt Yūta Shimizu | 6:3, 7:5 |